# Siphona fuscicornis
Siphona fuscicornis là một loài ruồi trong họ Tachinidae.